# Rigobert Song
Rigobert Song Bahanag (sinh ngày 1 tháng 7 năm 1976 tại Nkenglicock, Cameroon) là một cựu cầu thủ bóng đá người Cameroon, anh khoác áo đội tuyển quốc gia từ năm 1993 đến năm 2010. Trong sự nghiệp câu lạc bộ của mình, anh đã kinh qua các câu lạc bộ như Liverpool (1998-2000), West Ham (2000-2004), Galatasaray (2004-2008) và Trabzonspor (2008-2010). Anh là chú ruột của Alexandre Song. Chính Rigobert Song là người đã định hướng Alexandre Song theo nghiệp quần đùi áo số và hai chú cháu từng có những trận đấu cùng ra sân trong màu áo đội tuyển quốc gia.

## Tại Liverpool
Rigobert Song đến sân Anfield vào năm 1998 từ câu lạc bộ thuộc Serie A là Salernitana. Anh có trận ra mắt đội một gặp Coventry City tại sân Highfield Road. Song đã có một thời gian ngắn thi đấu khá ấn tượng tại Anfield. Tổng cộng Song đã có 38 lần ra sân thi đấu cho Liverpool và lần cuối cùng khi Liverpool hoà Sunderland 1-1 tại Anfield ngày 23 tháng 9 năm 2000.